# حرب كريت
حرب كريت (بالتركية العثمانية: گريد فتحى) أو حرب كانديا (بالإيطالية: Guerra di Candia) وتُعرف أيضاً بالحرب العثمانية البندقية الخامسة، وهي صراعٌ نشب بين جمهورية البندقية بمساندة حلفائها (أهمّهم فرسان الإسبتارية، والولايات البابوية، وفرنسا) من جهة، والدولة العثمانية والساحل البربري من جهة أخرى حول جزيرة كريت أكبر وأغنى مُمتلكات البندقية في البحار. استمرت الحرب من عام 1645 إلى عام 1669، ودارت رحاها في كريت، بالإضافة إلى العديد من الاشتباكات البحرية التي وقعت في بحر إيجة وكذلك العديد من الغارات حول البحر ذاته. كما أنّ دالماسيا كانت مسرحاً ثانياً للعمليات.
على الرغم من نجاح العثمانيين في الاستيلاء على مُعظم أجزاء كريت في سنوات الحرب الأولى، إلا أنّ حصن العاصمة كاندية قاوم العثمانيين بنجاح. واضطر حصار كاندية الطويل - شبيه حصار طروادة كما وصفه جورج بايرون- كلا الطرفين للتركيز على إمدادات قواتهما الموجودة على الجزيرة، خصوصاً البنادقة الذين كان أملهم الوحيد في الانتصار على الجيش العثماني الذي فاقهم حجماً في كريت يكمن في تجويع العثمانيين وقطع الإمدادات والتعزيزات عنهم، ومن ثَم تحولت الحربُ إلى سلسلة من المواجهات الحربية بين البحريتين وحلفائهما. تلقّت البندقية مساعدات من عدة دول أوروبية غربية، الذين حضّهم البابا لإحياء روح الحملات الصليبية، فأرسلوا الرجال والسفن والإمدادات «للدفاع عن المسيحية». حافظت البندقية على تفوقها البحري عموماً طيلة الحرب، وانتصرت في مُعظم مواجهاتها مع العثمانيين، لكنّها لم تتمكن من فرض حصار تام على الدردنيل، ولم تملك السفن الكافية لقطع تدفق الإمدادات والتعزيزات العثمانية المُرسلة إلى كريت. أمّا العثمانيون فقد أعاقهم وجود اضطرابات داخلية، بالإضافة إلى تحويل جُزء من قواتهم شمالاً صَوْب ترانسيلفانيا لمواجهة ملكية هابسبورغ.
استنفد هذا الصراع الطويلُ من اقتصاد جمهورية البندقية الذي كان يعتمد اعتماداً رئيسياً على التجارة مع الدولة العثمانية. وبحلول عقد الستينيّات من القرن السابع عشر، وعلى الرغم من تزايد المُساعدات المُقدمة من الدول المسيحية الأخرى، إلا أنّ الحرب كانت قد نالت من البندقية وأرهقتها. ومن جهة أخرى فإنّ العثمانيين نجحوا في الحفاظ على وجود قواتهم في كريت بقيادة قديرة من أسرة كوبريللي، وأرسلوا عامَ 1666 حملةً ضخمةً أخيرةً لإنهاء الحرب بإشراف مُباشر من الصدر الأعظم. كانت هذه بداية المرحلة الأخيرة والأكثر دموية في حصار كاندية واستمرت أكثر من عاميْن. استسلم حصن كاندية المنيع بعد ذلك وقبل البنادقة التفاوض، لتنتهي بذلك الحربُ بانتصار العثمانيين. نتج عن مُعاهدة السلام النهائية احتفاظ البندقية ببضعة جزر صغيرة معزولة قبالةَ كريت، وإحرازها بعض المكاسب الإقليمية في دالماسيا. لكنّ الحرب ما لبثت أن اشتعلت بين الطرفين مرة أخرى بعد نحو من 15 عاماً فقط، بسبب رغبة البندقية في الانتقام لخسارتها، وبالفعل نجحت بالخروج منها مُنتصرةً. أمّا كريت فقد ظلت تحت الحُكْم العثماني حتى عام 1897 حينما باتت دولةً مُستقلةً، قبل أن تُضم أخيراً إلى اليونان عام 1913م.

## خلفية
باتت جزيرة كريت آخر مُمتلكات البندقية الكُبرى في البحار بعد خسارة قبرص لصالح العثمانيين في الحرب العثمانية البندقية الرابعة. كان من الواضح أنّ كريت ستكون هدفاً للتوسع العثماني عاجلاً أم آجلاً وذلك بسبب موقعها الاستراتيجي، وكذلك مساحتها، وأراضيها الخصبة، وسوء حال حصونها جعلتها أكثر إغراءً للعثمانيين من مالطا. أمّا البندقية فكانت قد ضعفت عسكرياً وباتت تعتمد اعتماداً كبيراً على التجارة غير المُنقطعة، لذا فقد حرصت على عدم استفزاز الدولة العثمانية، وحافظت على شروط مُعاهدتها معهم بحرص، لتؤمّن بذلك أكثر من ستين عاماً من العلاقات السلمية. وبحلول بدايات القرن السابع عشر كانت قوة البندقية العسكرية قد تراجعت أكثر. حتى اقتصادها الذي كان قد ازدهر قبلاً مُعتمداً على سيطرته على تجارة التوابل الشرقية بات يُعاني نتيجةَ افتتاح طرق التجارة الأطلسيّة الجديدة، وكذلك نتيجةَ فقدانه السوق الألماني بسبب حرب الثلاثين عاماً. وفضلاً عن ذلك كُله، تورطت البندقية في سلسلة من الحروب التي خاضتها في شمال إيطاليا مثل حرب الخلافة المانتوفية، وزاد الطين بلةً تفشي وباء الطاعون في الجمهورية عام 1629 - 1631.
ظلّت احتمالية نشوب صراع عثماني بندقي جديد قائمةً، ففي عام 1638 هاجم أسطولٌ بُندقي أسطولاً بربرياً مُدمّراً إياه بعد أن كان البربر قد احتمَوا في ميناء فلوره العثماني، وكذلك قصفوا المدينة خلال العملية. أثار هذا العمل حفيظةَ السلطان مراد الرابع، الذي هدد بإعدام جميع البنادقة الذين يعيشون في دولته وفرض حظراً على التجارة البندقية. لكنّ الأمور عادت إلى مجراها بعد أن دفعت جمهورية البندقية تعويضاً للعثمانيين قدره ربع مليون عملة ذهبية، خصوصاً وأنّ العثمانيين كانوا لا يزالون في حالة حرب مع الدولة الصفوية ولم يرغبوا في الدخول في حرب أخرى.
وقعت حادثةٌ أخرى مُشابهة في 28 سبتمبر 1644 لكنّ نتائجها كانت مُختلفة، حينما هاجم فرسان الإسبتارية قافلةً عثمانيةً كانت في طريقها من إسلام بول إلى الإسكندرية وعلى متنها عدد من الحجاج المُتجهين إلى مكة، ولقيت مُعظم الشخصيات المُهمة الذاهبة للحج حتفها، على حين اقتيد نحو ثلاثمائة وخمسين رجلاً وثلاثين امرأةً ليُباعوا عبيداً. حمّل الفرسانُ غنائمهم على سفينة رست فيما بعد في ميناء صغير على الساحل الجنوبي من جزيرة كريت لبضعة أيام، وترجّل إلى الجزيرة بعض من البحارة والعبيد. غضب العثمانيون من هذه الواقعة غضباً شديداً، واتهموا البندقية بالتواطؤ مع الفرسان، وهو الأمر الذي نفاه البنادقة بشدة. وبما أنّ سدّة الحُكْم في الدولة العثمانية كانت في أيدي أناسٍ مُتحمسين للحرب، اعتبرت الدولةُ ما جرى ذريعةً مثاليةً للحرب مع البندقية الضعيفة في ذلك الحين. وعلى الرغم من استمرار المُفاوضات فترةً طويلةً - حتى أواسط عام 1645 -، واعتراض الصدر الأعظم سلطان زاده محمد باشا، إلا أنّ الدولةَ العثمانيةَ اتجهت إلى خيار الحرب. قام العثمانيون سريعاً بإرسال حملة أوليّة ضمّت 50,000 جُندياً و416 سفينة بقيادة صهر السلطان القبطان باشا يوسف باشا. أبحر الأسطول العثماني من الدردنيل في 30 أبريل 1645 مُتجهاً صَوْب ميناء نافارين في بيلوبونيز، وبقي هناك مُدة ثلاثة أسابيع. لم يكن الأسطول العثماني قد أعلن عن هدفه بَعد، بل قام العثمانيون بالتلميح إلى كَون مالطا الهدف الذي خرجوا من أجله وذلك لتبديد مخاوف البنادقة.

## الحرب

### بداية العمليات في كريت
نجحت الحيلةُ العثمانيةُ بالفعل في خداع البنادقة وتفاجؤوا بوصول الأسطول العثماني إلى كريت على حين غرة في 23 يونيو 1645. ولم تُفلح جهود الجنرال أندريا كورنر - الذي كان قد عُيّن قائداً حديثاً - في مواجهة الموقف، حيث كانت دفاعات البندقية لا تزالُ في حالة سيئة. كانت كريت جزيرةً ذات حصون منيعة، لكنّها أُهملت زمناً طويلاً، وتطلّب إعادة ترميمها جهداً كبيراً. وكانت البندقيةُ تنظر بعين الخوف إلى الاستعدادت العثمانية، فدفعها ذلك إلى إرسال التعزيزات التي بلغت 2,500 جُندياً إلى كريت في أواخر عام 1644 احترازاً من أي هجوم مُحتمل، وكذلك بدأت بتسليح أسطولها. فضلاً عن حصولها على وعدٍ بالمُساعدة من البابا وتوسكانا في حالة وقوع الحرب. لم تكن العلاقات جيدةً بين سُكان الجزيرة المحليين اليونانيين والبنادقة، وهو الأمر الذي لعب دوراً هامّاً في مراحل الحرب المُتقدمة، فقد ساعد توتر العلاقات بين الطرفين في سرعة فرض سيطرة العثمانيين على المناطق الريفية، وعندما قُطعت الإمدادات القادمة من البحار عن القوات العثمانية الموجودة على الجزيرة في سنوات الحرب اللاحقة، كانت المنتوجاتُ المحليةُ التي قدمها لهم اليونانيون سبيلاً لاستمرار بقائهم في كريت.

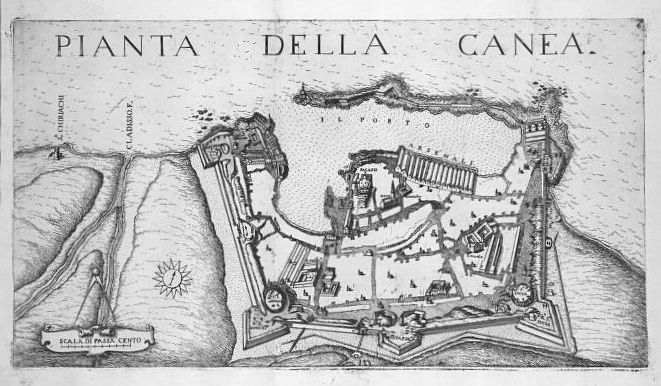
خريطة لخانية وتحصيناتها تعود لعام 1651.

رسا العثمانيون حين وصلوا على أرضٍ تبعد حوالي خمساً وعشرين كيلومتراً عن خانية، ولم تستطع قواتها المحلية مُجابهتهم وفرّت. تبع ذلك هجومهم على حصن القديس توديرو، فقام قائد الحصن بلاسيو زوليان الإستيري بتفجير نفسه وحصنه وحاميته حتى لا يسقط شيء في أيدي العثمانيين. تقدم الجيش العثماني بعد ذلك حتى وصل مدينة خانية ذاتها، التي سقطت أمام الزحف العثماني في 22 أغسطس، بعد حصار دام 56 يوماً. وفي الوقت ذاته كانت التعزيزات قد بدأت بالوصول إلى الجزيرة على متن قوارب قادمةً من الولايات البابوية، وتوسكانا، ومالطا، ونابولي كما كانوا قد وعدوا البنادقة مُسبقاً فعزز ذلك من دفاعاتهم. اختلفت الأوضاع في سبتمبر، لأن الأسطول العثماني كان في حالة من الفوضى، لكنّ الأساطيل المسيحية المُتحالفة بقيادة نيكولو لودوفيزي - ابن أخ البابا - فشلت في استغلال الفرصة لتوجيه ضربة حاسمة. تحركت القوات المسيحية أخيراً في الأول من أكتوبر لتحرير خانية من قبضة العثمانيين بأسطول مُكوّن من 90 سفينة، لكنّ هجومهم فشل بعد أن اصطدموا بقوة الدفاعات العثمانية فضلاً عن سوء التنسيق بينهم، وعادوا إلى قواعدهم بُعيْد ذلك.

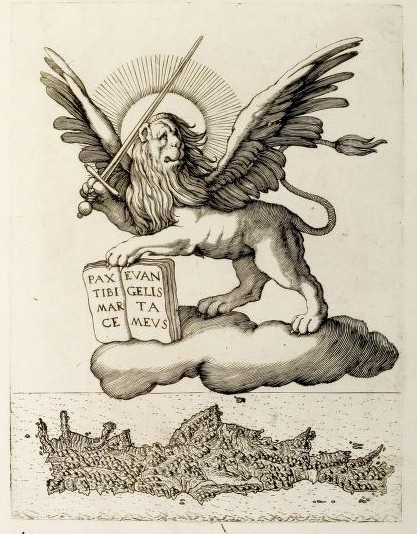
خريطة تعود لعام 1651 تُصوّر أسد القديس مرقس (رمز جمهورية البندقية) يقف حامياً لمملكة كاندية، حيث كانت جميع مُدن الجزيرة قد باتت تحت السيطرة العثمانية بحلول ذلك الوقت باستثناء العاصمة كاندية.

غادر القائدُ الأول يوسف باشا الجزيرة في نوفمبر تاركاً وراءه حاميةً قويةً وعاد إلى إسلام بول ليقضي فصل الشتاء هناك، بَيْد أنّ السلطان أعدمه هناك بعد وقوع خلافات بين الطرفين. لم تتأثر الاستعدادت العثمانية بما حصل وتواصلت في سبيل تجديد وتوسيع الحرب، على حين كان البنادقةُ يلهثون لجمع المال والرجال، وسعوا جاهدين لإشراك القوى الأوروبية الأخرى في حربهم مع العثمانيين. قابلت الدول الأوروبية استغاثات البنادقة بآذان صمّاء، خصوصاً وأنّ أوروبا كانت مُمزقةً في ذلك الحين نتيجةَ حرب الثلاثين عاماً وما ترتّب عنها من صراعات ضارية. عانى البنادقةُ من ضغط شديد بسبب المُتطلبات المالية للحرب، فاضطروا إلى فرض الضرائب على الأراضي التابعة لهم (دوميني دي تيرافيرما)، حتى أنهم لجؤوا إلى بيع ألقاب النبالة والمناصب الحكومية للحصول على المال. اختير فرانسيسكو إيريزو ذو الثمانين عاماً قبطاناً للقوات البحرية، لكنه ما لبث أن توفي في أوائل عام 1646 فاستُبدل به جوفاني كابيلو الذي كان عمره حينها ثلاثة وسبعين عاماً.
كان عام 1646 سيئاً على البنادقة واتّسم أداء كابيلو فيه بالبهتان، لأنه فشل في اعتراض وصول التعزيزات العثمانية بقيادة موسى باشا في يونيو، وأيضاً فشل الهجومُ الذي شنّه على الأسطول العثماني في خليج خانية في أغسطس، بالإضافة إلى فشل مُحاولاته في فك الحصار العثماني على ريثيمنو، فأدى ذلك إلى سقوط المدينة في أيدي العثمانيين في 20 أكتوبر من العام ذاته، على حين صمد معقلها حتى 13 نوفمبر قبل أن يسقط. عانى كلا الجانبان من تفشي وباء الطاعون في صفوفه خلال شتاء 1646 - 1647، ولم يُحرز أيٌّ منهما تقدماً فعلياً خلال ربيع عام 1647. استمر هذا الوضعُ حتى مُنتصف يونيو حين ألحقت قوةٌ عثمانيةٌ صغيرةٌ الهزيمة بمُرتزقة بنادقة على الرغم من تفوّق البنادقة العددي. مهّد هذا النجاحُ الطريقَ للعثمانيين للاستيلاء على النصف الشرقي من الجزيرة باستثناء حصن سيتيا. تعرض البنادقةُ والسكانُ المحليون خلال الحرب لخسائر جسيمة، حيث تُشير التقديراتُ إلى أنّ قرابة 40% من سُكان الجزيرة لقوا حتفهم بحلول عام 1648 سواءً كان ذلك بسبب المرض أو الحرب، وبحلول عام 1677 كان قد انخفض عدد سكان كريت إلى 80,000 نسمة فقط، بعد أن كانوا 260,000 نسمة قبل بدء الحرب. وبحلول عام 1648، كانت جميع أنحاء كريت قد باتت تحت سيطرة العثمانيين عدا كاندية وبضعة حصون أخرى.

### حصار كاندية
بدأ حصار كاندية في مايو 1648، واستمر تطويق العثمانيين للمدينة ثلاثة أشهر، فنجحوا في عزلها، حتى أنّهم قطعوا إمدادات الماء عنها. لكنّ العثمانيين أيضاً تأثروا بشدةٍ جراء سوء حال إمداداتهم الناجم عن نشاط الأساطيل المسيحية في بحر إيجة، حيث اعترضوا القوافل العثمانية المُتجهة للجزيرة والمُحمّلة بالإمدادت والتعزيزات مانعين إيّاها من الوصول إلى مُحاصري كاندية. كما أنّ الدولةَ العثمانية عانت حينها من الاضطرابات الداخلية الناجمة عن سياسات السُّلطان إبراهيم الأول العشوائية وعن إعدامه عدداً من كبار المسؤولين في الدولة بلا مُحاكمة، ممّا أدى في نهاية المطاف إلى عزله عن سدّة الحُكْم لصالح ابنه محمد الرابع، لتبدأ بذلك فترةٌ أخرى من الارتباك في جَنَبات الحكومة العثمانية.
أجبر نقصُ الإمدادات القائدَ غازي حسين باشا على رفع الحصار عن كاندية في بداية عام 1649، قبل أن يُحاصر العثمانيون المدينة من جديد بعد شهرين فقط من الرحيل عنها بعد أن وصل الأسطول العثماني إليها في شهر يونيو من العام نفسه. استمر هذا الحصار حتى عام 1669 ليكون ثاني أطول حصار في التاريخ بعد حصار الموريين لسبتة بقيادة إسماعيل بن الشريف، الذي دام من عام 1694 إلى عام 1727. هاجم العثمانيون حصون المدينة مُفجرين أكثر من سبعين لغماً، لكنّ المُدافعين تمكنوا من الصمود أمام المد العثماني. خسر العثمانيون نتيجة عملياتهم أكثر من 1,000 جندي، وانسحب من ميدان المعركة 1,500 إنكشاري، كما أنّهم عانوا من انعدام التعزيزات المُرسلة لهم على مدار عام 1650، ولم يُترك أيُّ خيار لحسين باشا سوى أن يبذل أقصى مجهود لتضييق الحصار على المدينة ما أمكن. عزز العثمانيون من موقفهم ببناء ثلاثة حصون في منطقة خانية، كما وصلت إليهم التعزيزات في أواخر عام 1650 ممّا سمح لهم بمواصلة حصارهم الشديد المفروض على عاصمة الجزيرة. تكالبت الأوضاع بعد ذلك على العثمانيين مرةً أخرى، فالبنادقة قد نجحوا في فرض الحصار على الدردنيل، والبلاط العثماني كان يُعاني من الاضطرابات السياسية، إلا أنّ الإمدادات الواصلة للجيش العثماني في كريت كانت كافيةً للحفاظ على وجوده، لكنّ الجيش كان في وضعٍ أضعف من أن يشنّ هجوماً حقيقياً على كاندية. نجح العثمانيون عام 1653 في الاستيلاء على حصن سيلينو الواقع على خليج سودا، كما قاموا بتحسين تحصينات سان توديرو الذي كانوا قد استولوا عليه سابقاً. خفّضت النجاحات البحرية البندقية على مدار السنوات اللاحقة من القدرة الهجومية للجيش العثماني في كريت بشكل مؤثر، لكنّ حصار كاندية ظلّ مُستمراً، وتمكن العثمانيون من الاحتفاظ بالأراضي التي كانوا قد استولوا عليها مُسبقاً في الجزيرة حتى وصول حملة عثمانية جديدة عام 1666.

## الحرب البحرية

### الصدامات الأولى (1645 - 1654)

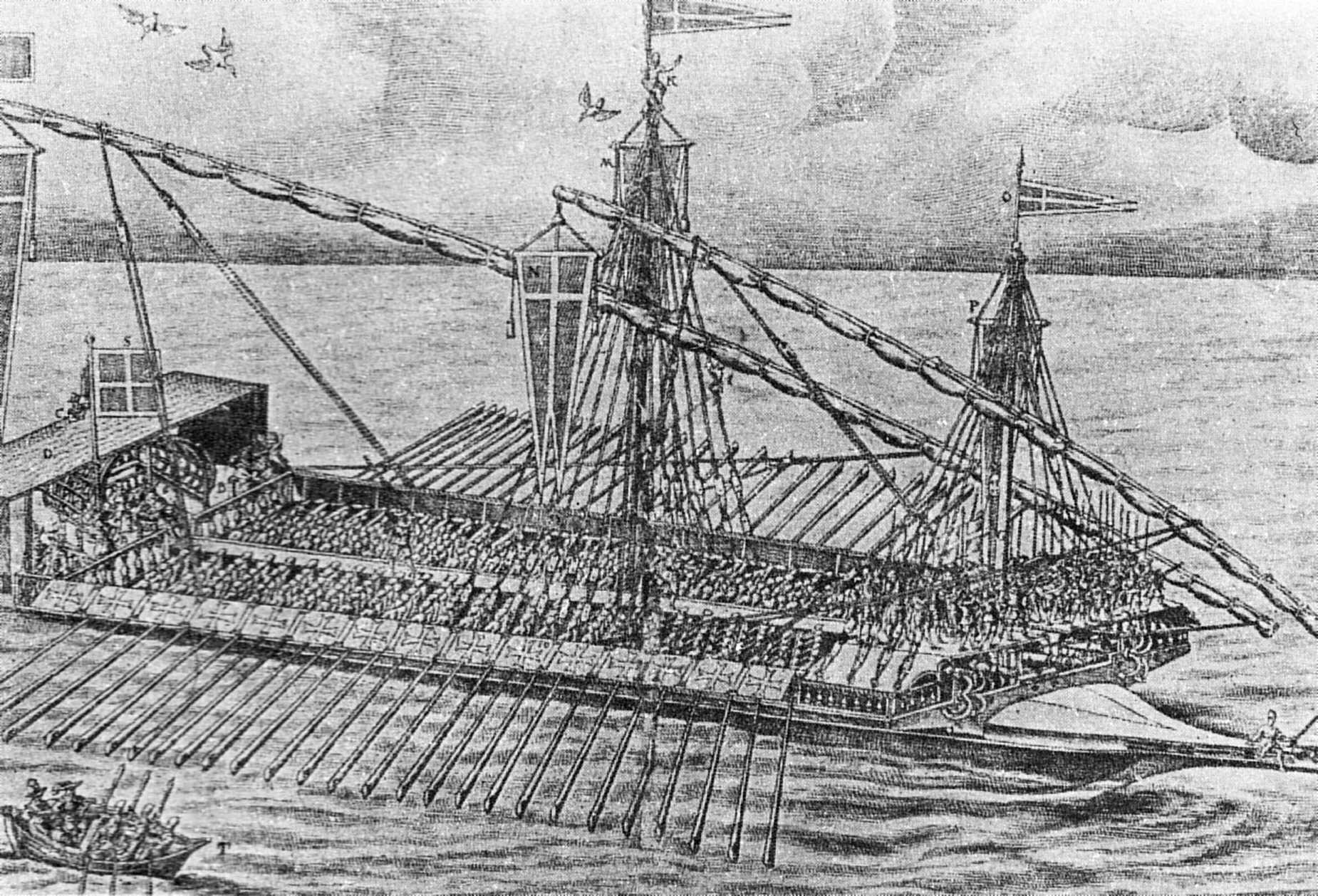
صورة تُظهر قادساً مالطياً. بالرغم من أنّ القوادس استُبدلت بالسفن الشراعية، إلا أنّها ظلت تُشكل جزءاً كبيراً من القوات البحرية المُتوسطية خلال القرن السابع عشر.

لم يكن بإمكان البندقية مواجهة الحملة العثمانية الضخمة في كريت بشكل مُباشر، لكنّ بحريتها كانت قويةً لدرجة تُمكّن البنادقة من التدخل وقطع طرق إمداد العثمانيين. ففي عام 1645 كان أسطول البندقية والحلفاء المُشترك يتألف من ستين إلى سبعين قادس، وأربع سفن ضخمة، وحوالي ستة وثلاثين سفينة شراعية كبيرة. لم يكن تفوّق البنادقة البحري مُقتصراً على حجم أسطولهم، بل أيضاً من حيث تنوّع مراكبهم البحرية، بينما اعتمدت البحرية العثمانية بشكل تام تقريباً على القوادس. أراد الطرفان تعزيز قواتهما البحرية بشكل أكبر، فقرر كُل من العثمانيين والبنادقة توظيف أناسٍ ذوي خبرة حربية من هولندا، وفيما بعد من إنجلترا، خصوصاً العثمانيين.
أولى العمليات البحرية للبنادقة كانت مُحاولةً لحصار الدردنيل عام 1646، حين خرج أسطول قوامه 23 سفينة بقيادة توماسو موروسيني إلى بحر إيجة لاعتراض سفن الشحن العثمانية المُحمّلة بالإمدادات والتي كانت مُتجهةً إلى جزيرة كريت، بالإضافة إلى مُحاولتهم للاستيلاء على جزيرة تندوس ذات الأهمية الاستراتيجية والواقعة على مدخل الدردنيل. قاد القبطان موسى باشا أسطولاً مؤلفاً من 80 سفينة حربية لمواجهة البنادقة، لكنّ البندقية نجحت في دحر العثمانيين إلى الدردنيل في 26 مايو. عاد الأسطول العثماني إلى البحار من جديد في 4 يونيو من العام نفسه، ولم ينجح البنادقة هذه المرة في إيقافه، حيث ساعد الأسطولَ العثماني عدمُ هبوب الرياح واستطاعوا الإفلات من السفن البندقية، وبالتالي نجح العثمانيون في إنزال المزيد من الجنود والإمدادات في كريت دون مُقاومة. وبالإضافة إلى ذلك كله، فشلت جهود الأسطول البندقي التي بُذلت لمواجهة العمليات العثمانية البرية في الجزيرة، ويُعزى ذلك إلى تردد قادته، والتأخير في دفع الأجور، وكذلك بسبب تفشي آفة الطاعون بين البنادقة.
خسر البنادقة قائد أساطيلهم توماسو موروسيني في 27 يناير 1647 عندما اضطرت سفينته لمواجهة أسطولاً عثمانياً مُكوناً من 45 قادس. قُتل موروسيني خلال هذه المواجهة، لكنّه نجح في إلحاق خسائر كبيرة بالعثمانيين بما فيها قتل موسى باشا نفسه. وصل أسطول البنادقة بعد ذلك في الوقت المُناسب لإنقاذ السفينة بقيادة القائد الجديد جوفاني باتيستا جريماني. كانت هذه المواجهة ضربةً كبيرةً لمعنويات العثمانيين، حيث أنّ سفينةً واحدةً ألحقت أضراراً وإصابات مؤثرة في صفوفهم. حقق البنادقةُ بعد ذلك بعض النجاحات الأخرى مثل إغارتهم على مدينة ششمة الواقعة غرب تركيا في الوقت الحاضر، لكنهم تعرضوا لسلسلة من الإخفاقات فيما تبقى من العام، حيث فشلت مُحاولاتهم المُتكررة في حصار الموانئ العثمانية واستمر تدفق الإمدادات والتعزيزات إلى كريت.

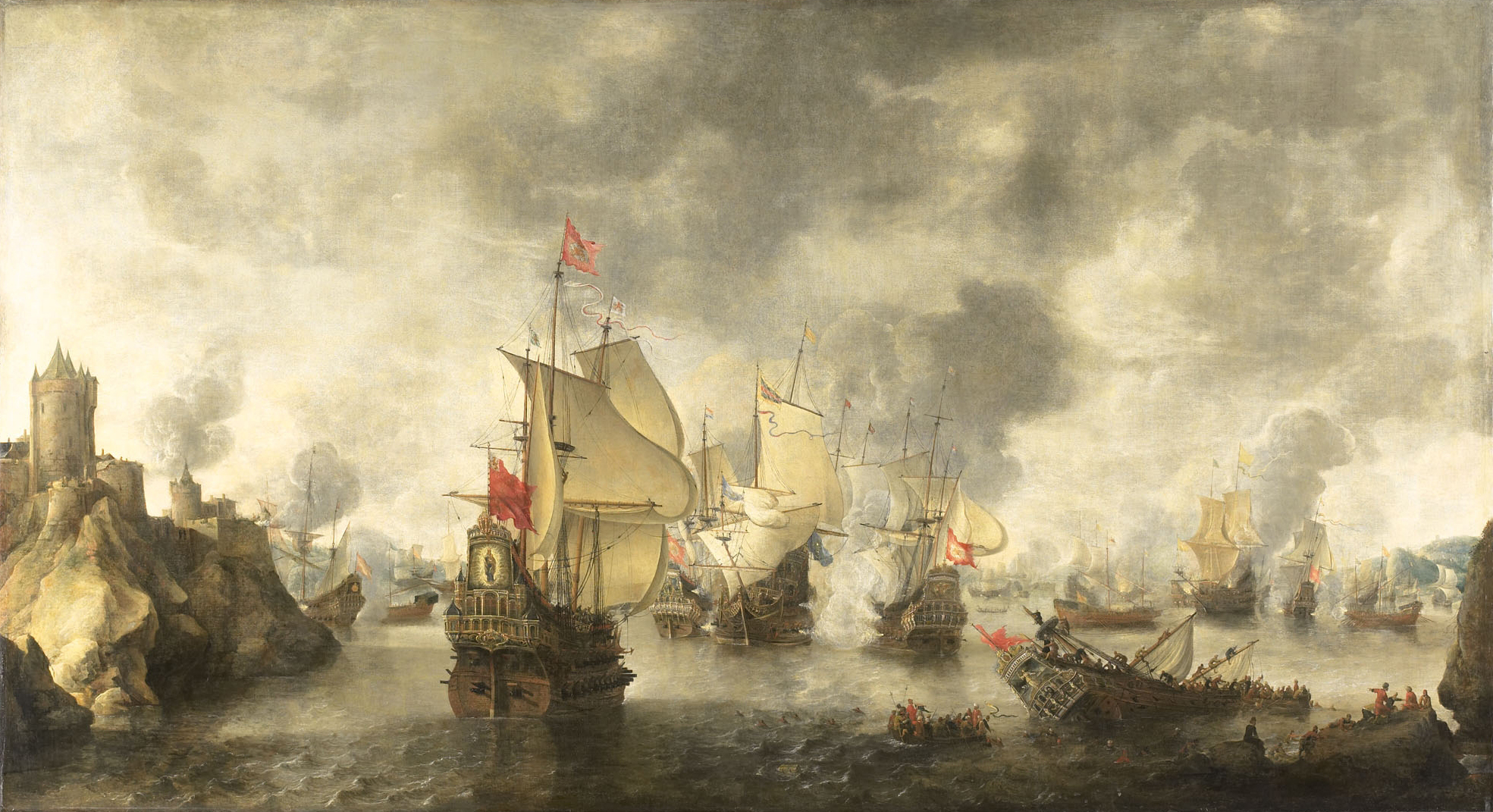
اشتباك الأسطول البندقي مع الأسطول العثماني عام 1649، بريشة أبراهام بيرستاتن (1656).

عاد البنادقة إلى الدردنيل من جديد عام 1648، وعلى الرغم من خسارتهم للعديد من السفن ووفاة الأميرال جوفاني باتيستا نفسه في عاصفةٍ تعرضوا لها في أواسط شهر مارس، إلا أنهم تمكنوا من إعادة بناء أسطولهم بقيادة جياكومو دا ريفا، ونجحوا في حصار المضيق مُدة عام كامل. وبالمُقابل نجح العثمانيون في التصدي للبنادقة جُزئياً بعد بنائهم أسطولاً جديداً في ششمة مُجبرين البنادقة على تقسيم قواتهم. وفي عام 1649 كسر أسطول عثماني بقيادة القبطان باشا فوينوك أحمد باشا الحصار البحري المفروض عليهم. حقق البنادقة بعد ذلك انتصاراً على الأسطول العثماني في 12 مايو من العام نفسه واستولوا على عدد من السفن العثمانية ودمّروا عدداً آخر، لكنّ دا ريفا لم يكن قادراً على منع الأسطول العثماني من الوصول إلى كريت، ممّا أبرز ضعف موقف البنادقة، حيث أنّ البندقية لم تكن قادرةً على فرض حصار بحري طويل الأمد، ولم تملك الجمهورية ما يكفي من السفن للسيطرة على كل من الدردنيل وممر خيوس في الوقت ذاته.
حافظ الأسطول البندقيّ المُكون من 41 سفينة على حصاره للدردنيل مُعظم فترات عام 1650 مما منع العثمانيين من الإبحار إلى كريت. لكنّ العثمانيين نجحوا مرةً أخرى في فك الحصار عندما تولى حاكم رودس علي باشا قيادة الأساطيل العثمانية، الذي أتى بحيلة ذكية للتخلص من البنادقة، حيث انتظر حتى حلول الشتاء حتى يسحب البنادقة قواتهم، ثمّ قام بإرسال عدد صغير من السفن مُحمّلة بالمؤن وعدة آلاف من الجنود مُضللاً البنادقة، ثم أبحر نحو كريت دون التعرض لأي مُضايقات.
وقعت أولى المعارك البحرية الكُبرى في 10 يوليو 1651 جنوب ناكسوس، حين اشتبك الأسطول البندقي المُكوّن من 58 سفينة بقيادة ألفيز موتشينيغو مع الأسطول العثماني الأكبر حجماً، لكنّ البنادقة حسموا المعركة لصالحهم، بينما انسحب ما تبقّى من الأسطول العثماني إلى رودس. استُبدل موتشينيغو بُعيْد ذلك بليوناردو فوسكولو، ولم يُنجز أيّ من الطرفين الكثير خلال العامين المُقبلين، ونجح العثمانيون خلال هذه الفترة في إمداد قواتهم في كريت مع الحفاظ على سلامة أسطولهم.

### معارك الدردنيل (1654 - 1657)

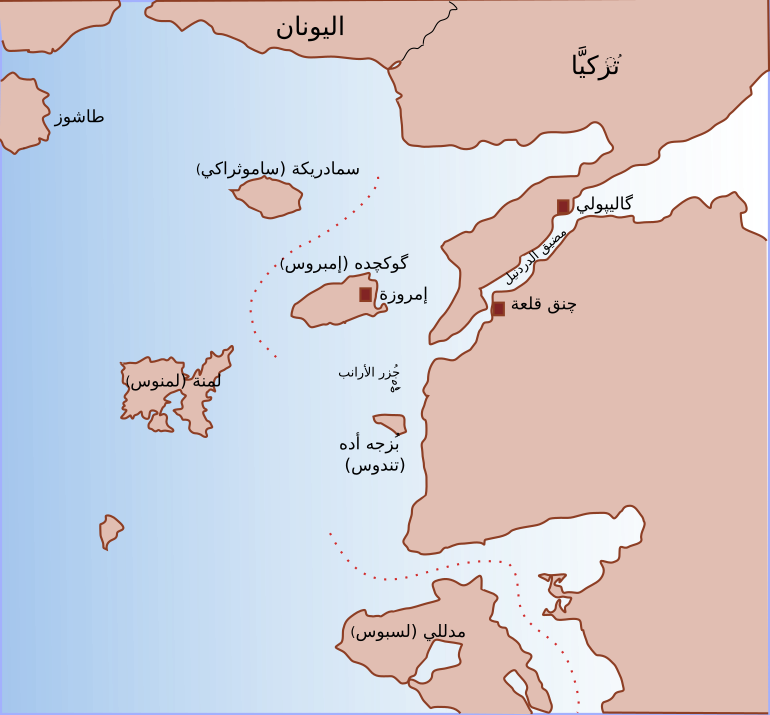
خريطة للدردنيل والمنطقة المُجاورة.

قام العثمانيون بتنظيم قواتهم عام 1654، حيث أنتجت ترسانتهم الواقعة في القرن الذهبي (مرسى إسطنبول) سفناً حربيةً جديدةً، ووصلت تعزيزات للعاصمة من طرابلس وتونس لتقوية الأسطول العثماني. عاد العثمانيون إلى الدردنيل في مايو بأسطول ضخم قوامه 79 سفينة (40 سفينة شراعية، و33 قادس، و6 سفن ضخمة)، بالإضافة إلى انضمام 22 قادس جديد في بحر إيجة و14 سفينة من الساحل البربري بهدف تعزيز موقف العثمانيين في الدردنيل. فاق الأسطول العثماني الأسطول البندقي المُحاصِر للدردنيل بفارق كبير، حيث كان الأسطول البندقي مُكوّناً من 26 سفينة فقط بقيادة جوزيبي دولفين. نتج عن لقاء الطرفين معركةٌ انتهت بانتصار العثمانيين، لكنّ البنادقة نجحوا في الفرار بأسطولهم وإلحاق خسائر كبيرة بالعثمانيين ليُحققوا انتصاراً معنوياً. تبع ذلك هجوم الأسطول العثماني على جزيرة تينوس، لكنهم تراجعوا بعد وقوع مُناوشات صغيرة مع البنادقة في 21 يونيو. نجح مراد باشا في تجنب مُلاقاة البنادقة لما تبقى من العام، فكانت أساطيل الجانبين تُبحر ذهاباً وإياباً في بحر إيجة قبل العودة إلى الدردنيل في سبتمبر بسبب مشاكل أحدثها الانكشارية في الأسطول العثماني. توفي في نهاية العام قائد الأساطيل البندقية ألفيز موتشينيغو في كاندية، وخلفه فرانسيسكو موروسيني الذي كان قد بزغ اسمه في معارك الجمهورية السابقة.
اتبع موروسيني نهجاً أكثر حيويةً في تعامل البنادقة مع مُجريات الحرب، فهاجم مستودعات الإمدادات العثمانية في أجانيطس في ربيع 1655، ودمّر مدينة فولوس الساحلية في هجوم ليلي وقع في 23 مارس من العام نفسه. أبحر موروسيني بعد ذلك إلى الدردنيل في مطلع شهر يونيو مُنتظراً قدوم الأسطول العثماني، لكنّ العثمانيين تأخروا في الوصول بسبب الاضطرابات السياسية التي واجهتها الحكومة العثمانية. ترك موروسيني نصف أسطوله (36 سفينة) في الدردنيل بقيادة لازارو موتشينيغو وقفل عائداً إلى كيكلادس. وصل الأسطول العثماني المُكوّن من 143 سفينة بقيادة مصطفى باشا بعد أسبوع فقط من رحيل موروسيني، أي في 21 يونيو، ووقعت معركةٌ بين الجانبين أسفرت عن انتصار البنادقة. تجنب الأسطول العثماني مُلاقاة البنادقة لما تبقى من العام قبل أن ينسحبوا إلى مُعسكراتهم الشتوية، مُفسحين المجال لموروسيني لفرض حصاره على جزيرة مالفاسيا ذات الأهمية الاستراتيجية والواقعة قبالة الساحل الجنوبي الشرقي للبيلوبونيز، لكنّ الحصار فشل في نهاية المطاف. عُيّن موروسيني حاكماً جديداً على كريت في سبتمبر وبات لورينزو مارسيلو قائد أسطول البنادقة الجديد.
على الرغم من أنّ الكلمة الفصل كانت للبنادقة في مُعظم مواجهاتهم السابقة مع العثمانيين، ونجاحهم في فرض سيطرتهم على بحر إيجة ومُهاجمتهم جزرها، إلا أنّ هذا التفوق لم يُترجم إلى نتائج ملموسة على أرض الواقع. أمّا العثمانيين فإنهم على الرغم من خسائرهم كانوا قادرين على التجوّل في البحار وإمداد قواتهم بما يحتاجونه في كريت، خصوصاً عبر الأساطيل الخارجة من الإسكندرية، ورودس، وخيوس وغيرها. وفي يونيو 1656 تلاقى الأسطول العثماني بقيادة كنان باشا مع الأسطول البندقي المالطي المُشترك بقيادة مارسيلو، وكانت نتيجة المعركة أن ألحق البنادقة والمالطيّون بالعثمانيين أسوأ هزيمة بحرية منذ معركة ليبانتو، حيث دُمّرت 60 سفينة عثمانية ووقعت 24 سفينةً أخرى في أيدي البنادقة والمالطيين. لكنّ الخسائر لم تكن مُقتصرةً على العثمانيين، حيث عانى البنادقة والمالطيّون من بعض الخسائر أيضاً، بما في ذلك فقدانهم للقائد مارسيلو. غادرت الفرقة المالطية في أعقاب هذا النصر، ونجح البنادقة في الاستيلاء على تندوس في 8 يوليو، ثمّ ليمنوس في 20 أغسطس، ليمتلكوا بذلك جزيرتين استراتيجيتين واقعتين بالقرب من مدخل الدردنيل تُشكلان قاعدتين أماميتين، ممّا زاد من فاعلية الحصار المفروض على العثمانيين. قُطعت الإمدادات العثمانية عن كريت نتيجةً لذلك كُليّاً، حتى أنّ العاصمة إسلام بول نفسها عانت من نقصٍ في الغذاء خلال فصل الشتاء التالي.

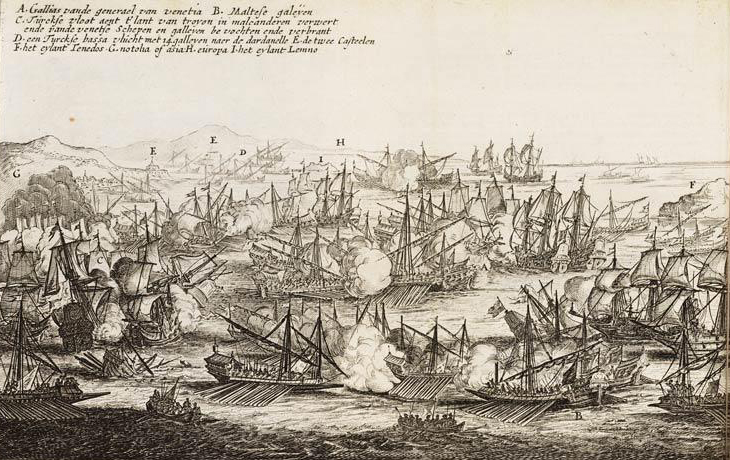
معركة الدردنيل الرابعة (1657), بريشة بيتر كاستلين

نجح العثمانيون في تغيير مُجريات الحرب عام 1657 بعد تولي محمد باشا الكوبريللي منصب الصدر الأعظم، الذي عُيّن في سبتمبر 1656 وأُعطي صلاحيات واسعة، فنجح في تغيير مسار الحرب لصالح العثمانيين. قام القبطان باشا الجديد توبال محمد بتعزيز الأسطول العثماني، فنجح العثمانيون في مارس في الإفلات من حصار البنادقة للدردنيل مُبحرين تجاه تندوس، مع أنّهم لم يُهاجموها لأنّ حاميتها كانت قويةً جداً. أبحر موتشينيغو إلى الدردنيل بأسطول مُعزز بسفن بابوية ومالطية مُنتظراً قدوم الأسطول العثماني، الذي وصل إلى هناك في 17 يوليو. تمكّن العثمانيون من عبور المضيق، وذلك بسبب الخلافات التي نشبت بين قادة الأساطيل المسيحية ممّا حال دون اكتمال جاهزيتهم. تألفت المعركةُ من سلسلة من الاشتباكات على مدار ثلاثة أيّام، وانتهت مساء 19 يوليو حين دمّر انفجارٌ سفينة القائد مودياً بحياة موتشينيغو ومُجبراً الأساطيل المسيحية المُتحالفة على الانسحاب. وعلى الرغم من أنّ العثمانيين تعرضوا لخسائر أكبر من البنادقة في هذه المعركة، إلا أنهم نجحوا في تحقيق هدفهم وهو كسر الحصار الذي كان قد طال أمده، بإشرافٍ شخصي من الصدر الأعظم وبمساندة سفن ورجال قدموا من الولايات البربرية. باشر الأسطول العثماني بعد هذه المعركة في استعادة ما فقده قبلاً، فاستردّ ليمنوس في 31 أغسطس، ثمّ تندوس في 12 نوفمبر، ليقضي العثمانيون بذلك تماماً على أيّ آمال مُستقبلية للبنادقة في فرض حصار على العثمانيين بشدّة ذاك الحصار الذي كانوا قد فرضوه في النصف الأول من الحرب.

### فترة الجمود (1658 - 1666)

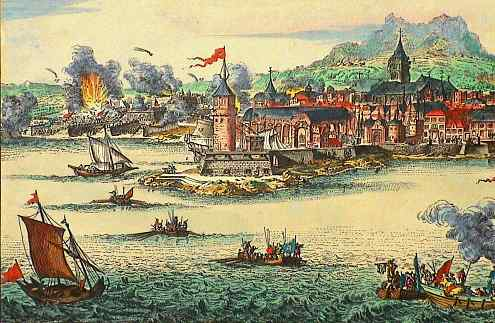
حصار كاندية، بريشة فيشر (1680).

اتجهت القوات العثمانية شمالاً لمواجهة جورج الثاني أمير ترانسيلفانيا، الأمر الذي تطوّر إلى صراع طويل مع ملكية هابسبورغ. حاول الأسطول البندقي - الذي بات بقيادة موروسيني من جديد - خلال هذه الفترة فرض الحصار مُجدداً على الدردنيل لكن دون جدوى. اتخذ موروسيني من مُهاجمة المعاقل العثمانية تكتيكاً له، فحاصر جزيرة ليفكادا في أغسطس 1658، لكن الحصار باء بالفشل. وعلى الرغم من نجاح البنادقة في نهب بعض الأراضي العثمانية مثل كالاماتا، وكاريستو عام 1659، إلا أنهم لم يمتلكوا قوات كافية تُمكنهم من احتلال هذه المناطق، ولم تُكسبهم هذه الغارات مكاسب فعلية. كان رد العثمانيين بأن أمر الصدر الأعظم محمد باشا ببناء حصنين جديدين على الشاطئ الأوروبي المُطلّ على مدخل الدردنيل، هُما: سد البحر وكِليد البحر (مفتاح البحر)، وذلك لمنع البنادقة من دخول المضيق مرةً أخرى.
أنهكت هذه الحرب البنادقة كثيراً، خصوصاً بسبب تعطيلها للتجارة التي يعتمد عليها اقتصاد الجمهورية كُليّاً. لذا أرسل البنادقة سفراءهم للعثمانيين، لكنهم لم يستطيعوا قبول ما اشترطه عليهم العثمانيون لإحلال السلام، ألا وهو التخلي عن كريت. لكنّ بصيصاً من الأمل عاد إلى نفوس البنادقة بعد انتهاء الحرب بين فرنسا وإسبانيا هابسبورغ، فتأمّلوا الحصول على المزيد من المساعدات من الجانب الفرنسي على وجه الخصوص، حيث أنّ العلاقات بين الفرنسيين والباب العالي كانت قد توترت في الآونة الأخيرة بعد أن كان الطرفان مُرتبطين بعلاقات وثيقة لفترة طويلة.
تحقق الأملُ الذي عوّل عليه البنادقة بالفعل، حيث تطوع أفرادٌ وجماعاتٌ من الرجال قادمين من مُختلف أنحاء أوروبا الغربية للانخراط في جيش الجمهورية، كما شعر الحُكّام المسيحيون أنّهم مُجبرون على تقديم المُساعدات من رجالٍ وسفنٍ وإمداداتٍ. أمّا أولى البعثات الفرنسية فوصلت في أبريل 1660، وكانت بعثةً مُكونةً من 4,200 رجل بقيادة الأمير ألميريغو ديست، كما وصلت فرقٌ من المرتزقة الألمان، وقواتٌ من سافوي، بالإضافة إلى السفن المُرسلة من مالطا، وتوسكانا، وفرنسا. ولكن على الرغم من جُلّ المُساعدات التي قُدمّت للبنادقة، فشلت العمليات التي قام بها موروسيني عام 1660. حاول البنادقة في ذلك العام استرداد خانية، فهاجموها في شهر أغسطس واستولوا على بعض تحصيناتها الخارجية لكنهم فشلوا في السيطرة على المدينة نفسها، كما هاجموا الخطوط العثمانية المُحاصرة لكاندية في سبتمبر مُحققين بعض النجاحات، لكنهم فشلوا في كسر الحصار المفروض عليها. توفي الأمير ديست بعد ذلك بفترة وجيزة في ناكسوس وعادت الكتيبة الفرنسية إلى بلادها، تلا ذلك عزل موروسيني عن منصبه وتسليم القيادة لقريبه جورجيو موروسيني. حقق جورجيو بعض النجاحات الطفيفة عام 1661، حيث كسر الحصار العثماني على تينوس، وهزم الأسطول العثماني قبالة ميلوس. انخفضت وتيرةُ الحرب بعد ذلك حتى صارت هادئةً نسبياً، فعلى الرغم من انشغال العثمانيين الشديد مع النمساويين في بلاد المجر، إلا أنّ البنادقة فشلوا في اقتناص الفرصة ولم يقوموا بأي عملية حقيقية باستثناء اعتراضهم لقافلة الإمدادات القادمة من الإسكندرية قبالة كوس عام 1662.

### المرحلة الأخيرة (1666 - 1669)

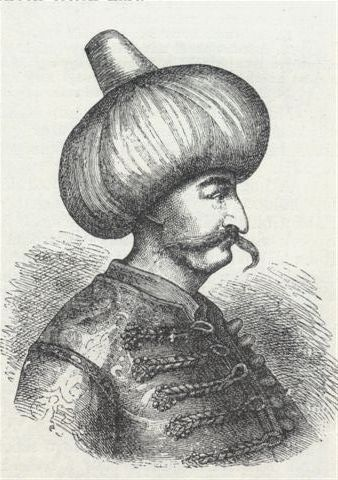
الصدر الأعظم فاضل أحمد باشا الكوبريللي.

وقّعت الدولة العثمانية معاهدة فسفار مع النمساويين عام 1664، ممّا سمح لها بحصر تركيزها على كريت بعد أن كانت تُحارب على عدة جبهات. بدأ الصدر الأعظم فاضل أحمد الكوبريللي يُجهز لحملةٍ ضخمةٍ في شتاء 1665/1666، وأرسل تسعة آلاف رجل لتعزيز القوات العثمانية في كريت. وقبل البدء، عرض العثمانيون على البنادقة اقتراحاً يُبقي كاندية في حوزة البنادقة مُقابل دفع جزية سنوية، لكنّ البنادقة رفضوا. خرج الجيش العثماني بقيادةٍ شخصيةٍ من الصدر الأعظم في مايو 1666 من تراقيا إلى جنوب اليونان، بحيث يخرجوا إلى كريت في فصل الشتاء. على الجانب الآخر، تلقّى البنادقةُ في فبراير 1667 تعزيزات كبيرة من فرنسا وسافوي بلغت 21 سفينة حربية وحوالي ستة آلاف رجل، ولكنّ المشاكل بين القادة عادت من جديد حول الأسبقية بين الدول المُختلفة المُشاركة (فرنسا، الولايات البابوية، مالطا، نابولي، صقلية)، الأمر الذي أثر سلباً عليهم. سعى البنادقة بقيادة العائد فرانسيسكو موروسيني إلى الاشتباك مع العثمانيين، لكنّهم تجنبوا ذلك، واستغلوا أفضليتهم من حيث الموارد والقواعد بإمداد قواتهم في كريت بشكل مُستمر. ولم تُحقق القوات المسيحية المُتحالفة أي نجاح يُذكر في عام 1667 باستثناء صدهم لغارة عثمانية شُنّت على سيريغو إحدى الجزر الواقعة جنوب اليونان.
وفي 8 مارس 1668 خرج البنادقة مُنتصرين بشق الأنفس من معركة ليلية قبالة ساحل جزيرة سانت بيلاجيا، حينما حاولت قوة عثمانية مؤلفة من 12 سفينة وألفي جندي الاستيلاء على سرب من السفن البندقية. علم موروسيني بنوايا العثمانيين قبل وصولهم فعزز من قوة هذا السرب حتى يكون مُستعداً للمواجهة، وبالفعل انتصر البنادقة على العثمانيين، لكنّ هذا الانتصار كان غالي الثمن، وكان الانتصار البحري الأخير الذي يُحرزه البنادقة في هذه الحرب. حافظ البنادقة على حصارهم لخانية قاعدة الإمداد العثمانية الرئيسية خلال الصيف مُعززين بسفن بابوية واستبارية، كما هاجمت القوات المُتحالفة جزيرة سانت مارينا لتأمين مرساهم قبالة جزيرة سانت توديرو، لكنّ هذا النجاح لم يمنع الأسطول العثماني المُحمّل بالقوات والإمدادات من الوصول إلى خانية في سبتمبر بعد أن كانت السفن البابوية والاستبارية قد غادرت.

## سقوط كاندية
وصلت الحملة العثمانية الجديدة إلى الجزيرة خلال شتاء عام 1666/1667، وبدأت المرحلة الأخيرة من الحصار في شهر مايو بإشراف شخصي من الصدر الأعظم. استمرت هذه المرحلة لمدة 28 شهراً، وكلّفت العثمانيين أرواح 70,000 جُندي، و38,000 من المُجندين والرقيق الكريتيين الذين اشتغلوا في الحصار لصالح العثمانيين و29,088 من المسيحيين المُدافعين عن المدينة. نظر البنادقة بعين الخوف إلى الحملة العثمانية الجديدة خصوصاً وأنّ حالتهم الاقتصادية كانت تزداد سوءاً، فتأمّلوا التوصل إلى تسوية سلمية مع الدولة العثمانية عام  1668 مُستغلين إمكانية وصول تعزيزات كبيرة من أوروبا الغربية للضغط على العثمانيين على تقديم تنازلات لصالحهم في هذه التسوية. عُيّن الأميرال أندريا فالير سفيراً للبنادقة في البداية، لكنّه استُبدل سريعاً بألفيس دا مولين بسبب مرضه. توجّه مولين برفقة سفارته إلى لاريسا حيث كان السلطان وحكومته هناك في رحلة صيد. اقترح العثمانيون بأن تحتفظ البندقية بنصف كريت، لكنّ البنادقة رفضوا العرض مُعتمدين على تعهدات الدول الأوروبية وبخاصة فرنسا بتقديم المُساعدات لهم، بالإضافة إلى علمهم بتجدد الاضطرابات في البلاط العثماني وفي أرجاء الدولة. وتلقّى مولين في غضون ذلك أوامراً بمواصلة المُفاوضات ومُراقبة قوّة العثمانيين ونواياهم دون أن يُلزم نفسه أو الجمهورية بشيءٍ ملموس.

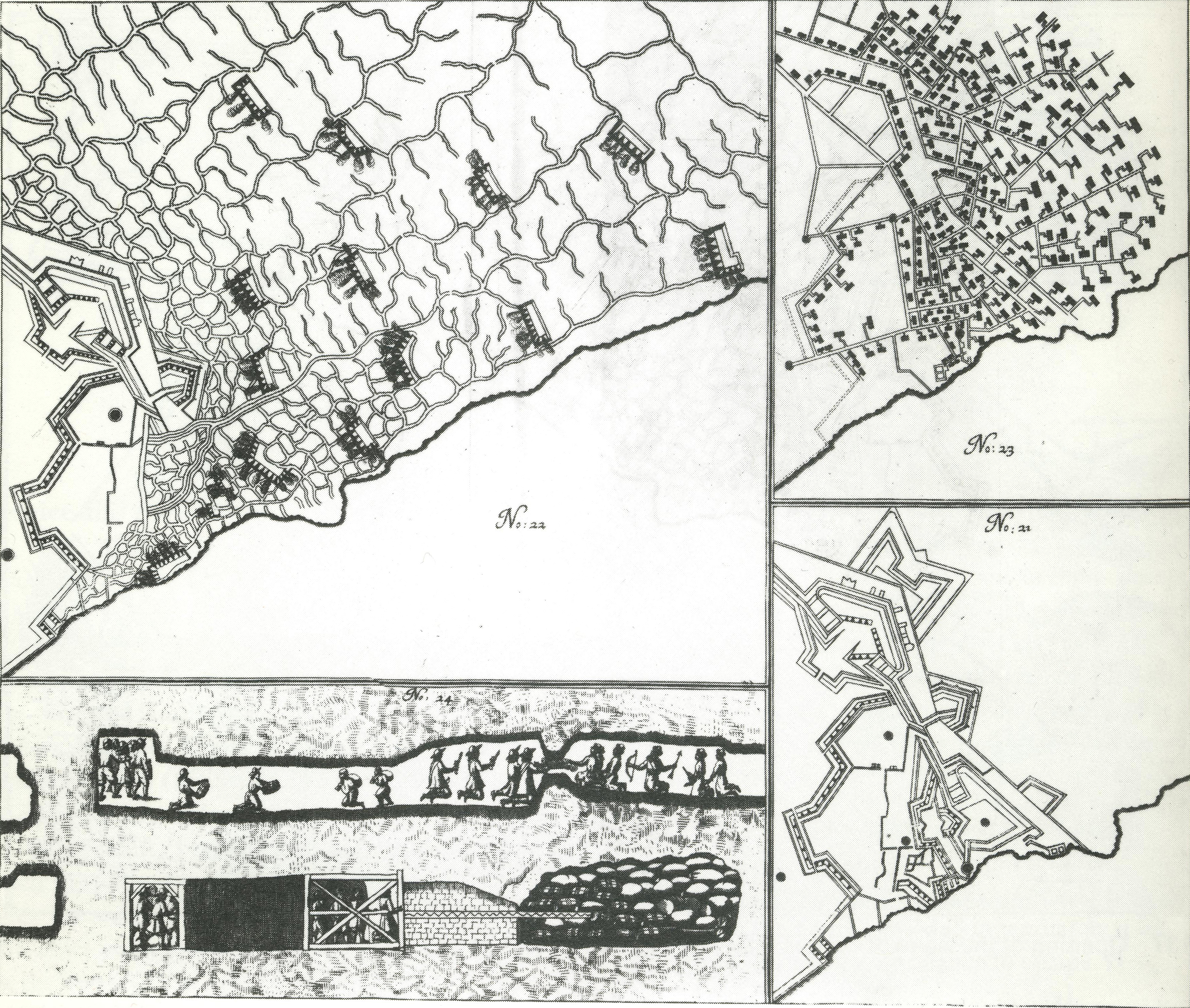
مُخطط يُظهر الخنادق والألغام العثمانية في كاندية.

وصلت الوحدةُ الأولى من الكتيبة الفرنسية التي طال انتظارها إلى كاندية في 19 يونيو. بلغ قوام هذه الوحدة ستة آلاف رجل وواحد وثلاثين سفينة بقيادة فرانسوا دوق بوفور، في حين وصلت الوحدة الثانية من الكتيبة في 3 يوليو. كان العثمانيون قد أحرزوا تقدماً مُطّرداً في حصارهم للمدينة على مدار السنوات الماضية حتى استطاعوا الوصول إلى حصونها الخارجية، في حين كان المُدافعون في حالةٍ يُرثى لها وباتت مُعظم أجزاء المدينة مُدمرةً تماماً. شنّ الفرنسيون هجومهم الأول على العثمانيين في 25 يونيو على حين غرّة، وبدا أنهم كانوا مُنتصرين في البداية، لكنّ العثمانيين شنّوا هجوماً مُضاداً دحروا فيه القوات الفرنسية التي عانت من قلة التنظيم. وبذلك انتهى الهجومُ الذي خطط لها الفرنسيون بنتائج كارثية عليهم، مُكلفاً إيّاهُم 800 قتيل من بينهم دوق بوفور نفسه، الذي قُتل من رصاصة وتُرك على أرض المعركة. أحيا وصول الوحدة الفرنسية الثانية في 3 يوليو معنويات المُدافعين، وتمّ الاتفاق على شنّ هجومٍ مُشتركٍ آخر يتضمّن قصف خطوط الحصار العثماني مُعتمدين على قوة أساطيلهم. بدأ هذه الهجوم الضخم في 25 يوليو، وقيل أنّ الأسطول وحده أطلق ما يصل إلى 15,000 قذيفة مدفعيّة، لكنّ العثمانيين كانوا محميين بفعل أعمال الحفريات العميقة التي كانوا قد قاموا بها ولم يتعرضوا سوى لأضرار بسيطة. عاد هذا الهجوم على الأساطيل المسيحية بالوبال مرةً أخرى، حيث وقع حادثٌ أدى إلى انفجار السفينة الفرنسية «تيريز» ممّا تسبب بخسائر كبيرة في صفوف السفن الفرنسية والبندقية القريبة منها.
توترت العلاقات بين الفرنسيين والبنادقة بعد استمرار الخسائر والكوارث، وغاب التفاهم بين الجانبين في العمليات التي قاما بها في الأسابيع التالية، وزاد من هذه الفجوة قلة الإمدادات، وانتشار الأمراض بين الجنود، والاستنزاف اليومي للجنود أثناء قتالهم في كاندية، ممّا شجّع الفرنسيين على الرحيل. وبالفعل قفل الفرنسيون عائدين إلى بلادهم في 20 أغسطس تاركين البنادقة وحدهم في وجه العثمانيين، الذين شنّوا هجمتين بعد انسحاب الفرنسيين بخمسة أيام لكنّ المُدافعين نجحوا في الصد. كان من الواضح لموروسيني أنّ المدينة ما عادت تتحمل وطأة الحصار، فعقد اجتماعاً في 27 أغسطس تقرر فيه استسلام المدينة دون التشاور مع البندقية، وسُلّمت المدينة للعثمانيين في 5 سبتمبر 1669، وأُجلي الناجون من الجنود والمدنيين بأموالهم من كاندية. توصّل موروسيني إلى اتفاقية سلام دائم مع العثمانيين، وكانت هذه الاتفاقية كريمةً نسبياً في ظل الظروف التي مرّ بها البنادقة، حيث سُمح للبندقية بالاحتفاظ ببعض الجزر الصغيرة في بحر إيجة مثل تينوس، وسبينالونغا، وغرامفوسا، وسودا الواقعة قبالة ساحل كريت، فضلاً عن المكاسب التي تحققت للبنادقة في دالماسيا.

## الحرب في دالماسيا

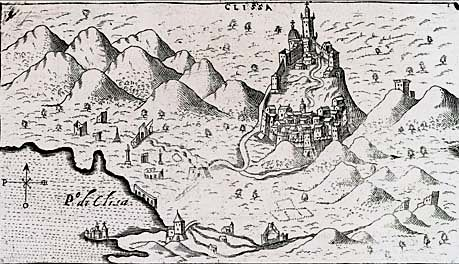
حصن كليس.

كانت دالماسيا مسرحاً مُنفصلاً للعمليات العسكرية مُنذ المرحلة الأولى من الحرب، لكنّ المُجريات هناك كانت مُغايرةً تماماً لما كان يحدث في كريت، حيث كانت دالماسيا بعيدةً جداً بالنسبة للعثمانيين ولم تُمثل لهم أهميةً حقيقيةً، بينما كانت مُجاورةً لقواعد إمدادات البنادقة الذين كانوا الطرف المُسيطر على البحار دون مُنازع، وبالتالي فإنهم كانوا قادرين على تعزيز معاقلهم هناك بسهولة تامّة. وبالإضافة إلى ذلك كلّه، حظي البنادقة بدعم قطاع كبير من السكان المحليين على النقيض من علاقتهم بسكان كريت حينها. شنّ العثمانيون هجوماً واسع النطاق على المنطقة عام 1646 مُحرزين عدداً من المكاسب المُهمّة مثل الاستيلاء على جزر كرك، وباغ، وكرس، والأهم من ذلك كُلّه استسلام حصن نوفيغراد المنيع في الرابع من يوليو بعد أن صمد يومين فقط أمام القصف العثماني. وبذلك بات العثمانيون قادرين على تهديد زادار وسبليت معقليّ البنادقة الرئيسيين في دالماسيا. لكنّ الدفّة تحولت لصالح البنادقة في العام التالي، حيث نجحوا في الاستيلاء مؤقتاً على عدة حصون مثل كنين وكليس بالإضافة إلى استعادة السيطرة على حصن نوفيغراد، في حين فشل الحصار العثماني الذي دام شهراً على مدينة شيبينيك. توقفت العمليات العسكرية في مسرح دالماسيا بعد ذلك نتيجة تفشّي المجاعة والطاعون في صفوف البنادقة في زادار، حيث كان الطرفان يصبّان جمّ تركيزهما على المسرح الرئيسي للحرب، ألا وهو جزيرة كريت وبحر إيجة. ولم تحدث أي عمليات أخرى في دالماسيا نتيجة انشغال العثمانيين في جبهات أخرى ذات أولوية بالنسبة إليهم. حصلت جمهورية البندقية بموجب اتفاقية السلام التي وقعتها مع العثمانيين على مكاسب كبيرة في دالماسيا، حيث تضاعفت مساحة أراضيها فيها ثلاث مرات لتؤمّن بذلك استمرار سيطرتها على البحر الأدرياتيكي.

## ما بعد الحرب
أنهى استسلام كاندية أربعة قرون ونصف من سيطرة البندقية على جزيرة كريت، في حين وصلت الدولة العثمانية إلى أوج اتساعها الإقليمي في تلك الفترة. لكنّ التكاليف والخسائر الناتجة عن هذه الحرب الطويلة ساهمت إلى حد كبير في تراجع الدولة العثمانية في أواخر القرن السابع عشر، بينما فقدت البندقية جراء هذه الحرب أكبر مُستعمراتها وأكثرها ازدهاراً، وتضاءلت مكانتها التجارية في البحر المتوسط بشكل كبير، واستُنفدت خزينتها، بعد أن أنفقت حوالي 4,253,000 دوقت في الدفاع عن كاندية وحدها. حوكم موروسيني بتهمتي العصيان والخيانة بعد عودته إلى البندقية عام 1570، لكنّه بُرئ فيما بعد، ليقود القوات البندقية بعد 15 عاماً في الحرب المورية أمام العثمانيين من جديد، حيث حاولت الجمهورية للمرة الأخيرة إعادة ترسيخ نفسها كواحدة من القوى الكُبرى في شرق المُتوسط. حاول الأسطول البندقي خلال تلك الحرب، وبالتحديد عام 1692، استعادة كاندية لكنّه فشل، قبل أن تسقط آخر معاقل البنادقة المُتبقيّة قبالة كريت في الحرب العثمانية البندقية السابعة عام 1715. بقيت جزيرة كريت تحت سيطرة العثمانيين حتى عام 1897 عندما باتت دولةً مُستقلةً تحت سيادة الدولة العثمانية، واستمر هذا الوضع حتى اندلاع حروب البلقان، حيث تخلّت الدولة العثمانية في أعقاب هذه الحروب عن الجزيرة، قبل أن تُضم في 1 ديسمبر 1913 رسمياً إلى اليونان.